# Бегович, Асмир
А́смир Бе́гович (босн. Asmir Begović; 20 июня 1987 года, Требине, СР Босния и Герцеговина, СФРЮ) — боснийский и канадский футболист, выступающий на позиции вратаря. Игрок клуба «Лестер Сити», бывший игрок национальной сборной Боснии и Герцеговины.

## Клубная карьера

### «Портсмут»
В 2003 году Асмир подписал молодёжный контракт с английским клубом «Портсмут», а спустя два года заключил своё первое взрослое соглашение с «помпи». После заключения долгосрочного соглашения, игрока начали отправлять в аренды, в клубы рангом ниже, нежели «Портсмут», с той целью, чтобы футболист набрался опыта в играх за основной состав команд. Первым клубом в долгом списке арендаторов футболиста стал бельгийский «Ла-Лувьер». За бельгийский клуб Асмир провёл всего два матча, после чего вернулся в Англию, где начал выступать за «Маклсфилд Таун», который взял его в аренду на сезон 2006/07. Дебютную встречу за свой новый клуб Бегович провёл 25 ноября 2006 года против «Стокпорт Каунти», когда вышел на замену на восьмидесятой минуте вместо травмированного Джонни Брэйна. Однако в скором времени арендное соглашение было досрочно расторгнуто после того, как футболист получил травму колена. За «Маклсфилд Таун» игрок успел провести всего три встречи.
В августе 2007 года Бегович был отдан в аренду в «Борнмут». Арендный договор между клубами был заключён сроком на полгода. Но 11 октября 2007 года Асмир был срочно отозван из состава «черриз». 8 декабря 2007 года футболист попал в заявку «Портсмута» на матч Премьер-лиги против «Астон Виллы», однако на поле в том матче не вышел.
В марте 2008 года Бегович подписал контракт с клубом «Йовил Таун», куда перешёл на правах аренды до конца сезона с преимущественным правом «Портсмута» отозвать игрока из аренды в любой момент, когда они того пожелают. 29 марта 2008 года Асмир дебютировал за «Йовил» во встрече против «Бристоль Роверс», где сумел оставить свои ворота в неприкосновенности. Спустя некоторое время, игрок провёл ещё одну встречу в составе «гловерс», после чего вновь был отозван руководителями «Портсмута» для подстраховки основного вратаря команды. В июне 2008 года главный тренер «Йовил Таун» Рассел Слейд заявил, что хочет вновь взять боснийского футболиста в аренду после того, как другой вратарь команды Стив Милденхолл перешёл в состав клуба «Саутенд Юнайтед». Однако возвращение футболиста на «Хаиш Парк» было отложено на неделю в связи с кончиной деда Беговича. В августе 2008 года Асмир вновь перешёл на правах аренды в «Йовил Таун». Срок арендного соглашения составил три месяца. В составе «перчаточников» он провёл 14 встреч, сумев трижды отыграть на ноль.
18 мая 2009 года Асмир дебютировал в составе «Портсмута» во встрече против «Сандерленда», которая завершилась со счётом 3:1 в пользу футболистов «помпи». После своего дебютного матча в составе «синих», игрок поделился своими впечатлениями с журналистами:
Это просто фантастика. Мне наконец-то удалось провести свой первый матч в Премьер-лиге, ведь я ждал этого момента в течение долгого времени..
В октябре того же года Бегович перешёл на правах аренды в «Ипсвич Таун». Аренда должна была продлиться до 16 января 2010 года, однако 23 ноября футболист был отозван назад в состав «Портсмута» в связи с травмой основного голкипера команды Дэвида Джеймса. После своего возвращения в «Портсмут», игрок закрепился в основном составе команды и сумел провести за клуб 15 встреч в сезоне 2009/10.

### «Сток Сити»
1 февраля 2010 года Асмир подписал контракт с клубом «Сток Сити» сроком на четыре с половиной года. Денежная сумма, которую должен получить футболист за время действия контракта, составила 3,25 миллиона фунтов стерлингов. После подписания контракта с футболистом главный тренер «гончаров» Тони Пьюлис заявил, что клуб на протяжении долгого времени наблюдал за игрой футболиста:
Мы следили за Асмиром уже довольно долго. Считаем, что потенциально он является лучшим молодым голкипером в стране..
До того, как поставить свою подпись под контрактом со «Сток Сити», Бегович провёл несколько раундов переговоров с «Тоттенхэм Хотспур», однако решил отказаться от данного предложения по сугубо «спортивным причинам». Одной из главных причин ухода игрока из состава «помпи» стало серьёзно поскудневшее финансовое положение «Портсмута». Также, спустя некоторое время, выяснилось, что «Портсмут» должен вернуть «Тоттенхэм Хотспур» 1 миллион фунтов, которые были перечислены на счёт «синих» в качестве первого транша за трансфер футболиста.
25 апреля 2010 года состоялся дебют Беговича за «Сток Сити» во встрече против «Челси», когда он вышел на замену на тридцать пятой минуте вместо травмированного Томаса Сёренсена. В той встрече Асмир пропустил 5 мячей, а «Челси» победил со счётом 7:0. 1 мая 2010 года во встрече с «Эвертоном», которая завершилась со счётом 0:0, босниец провёл свой первый «сухой» матч в составе «гончаров». Он также отыграл в последних двух встречах того сезона, против «Фулхэма» и «Манчестер Юнайтед». Спустя некоторое время появились слухи о возможном переходе боснийца в «Челси», однако руководство «гончаров» отказалось продавать футболиста. После данного события Асмир отказался играть за «Сток Сити» во встрече на Кубка Футбольной лиги против «Шрусбери Таун». Тони Пулис заявил, что этот поступок является возмутительным. Сам футболист отрицал произошедший инцидент.
Несмотря на произошедшее событие, Бегович провёл свой первый матч в сезоне в следующем раунде Кубка Футбольной лиги против «Фулхэма». Первый матч в Премьер-лиге Асмир провёл 30 октября 2010 года против «Эвертона», выйдя на замену вместо вновь травмировавшегося Томаса Сёренсена. После этого события босниец стал основным голкипером команды и помирился с Тони Пулисом.
2 ноября 2013 года смог забить гол за «Сток Сити» в домашнем матче с «Саутгемптоном» уже на 12-й секунде, выбив мяч из своей штрафной и попав в противоположные ворота. Этот гол был занесён в Книгу рекордов Гиннесса как самый дальний в истории футбола. Бегович поразил ворота Артура Боруца с расстояния 91,9 метра.

### «Челси»
13 июля 2015 года Бегович подписал 4-летний контракт с лондонским «Челси», сумма сделки составила 8 миллионов фунтов стерлингов. В рамках сделки «Челси» отдал полузащитника Марко ван Гинкеля в аренду до конца сезона 2015/16.
8 августа дебютировал за «Челси», заменив Оскара на 54 минуте в матче 1-го тура Премьер-лиги против «Суонси Сити», после удаления Тибо Куртуа (2:2). 16 сентября впервые в карьере сыграл в Лиге чемпионов УЕФА — в первом матче группового этапа против «Маккаби» из Тель-Авива (4:0). Всего в свой дебютный сезон в «Челси» сыграл в 17 матчах чемпионата Англии и пропустил 24 гола. Четырежды Беговичу удавалось оставить свои ворота в неприкосновенности. В Лиге чемпионов в сезоне 2015/16 отыграл пять полных матчей, три из которых стали «сухими». В этих играх пропустил 3 гола.
В сезоне 2016/17 Бегович стал получать меньше игрового времени: лишь дважды босниец выходил на поле в матчах АПЛ. В этих играх он пропустил пять голов. По итогам сезона стал в составе «Челси» чемпионом Англии.

### «Борнмут»
Летом 2017 года Бегович перешёл в «Борнмут», подписав 5-летний контракт. Первый матч после возвращения в «Борнмут» провёл 12 августа 2017 года: в первом туре нового сезона АПЛ «вишни» уступили со счётом 0:1 «Вест Бромвичу». В сезоне 2017/18 полностью отыграл все 38 матчей чемпионата Англии, в которых пропустил 61 гол. 6 раз ему удалось оставить свои ворота в неприкосновенности.
Сезон 2018/19 также начинал основным вратарём «Борнмута», однако в концовке сезона потерял место в основе, проиграв конкуренцию Артуру Боруцу. В итоге босниец отыграл 24 матча клуба в Премьер-лиге и пропустил 47 голов.
2 сентября 2019 года Бегович отправился в полугодичную аренду в азербайджанский «Карабах». 15 сентября дебютировал в составе «Карабаха» в игре чемпионата Азербайджана против «Нефтчи», которая завершилась победой клуба из Агдама со счётом 2:0. Всего за полгода в клубе принял участие в десяти матчах чемпионата страны, в которых пропустил пять голов, а также в пяти матчах Лиги Европы, в которых пропустил десять голов. По итогам сезона «Карабах» стал чемпионом Азербайджана.
В январе 2020 года Бегович отправился в ещё одну аренду и стал игроком итальянского «Милана». 22 февраля 2020 года дебютировал в составе итальянского клуба, выйдя на замену Джанлуиджи Доннарумме на 52 минуте игры против «Фиорентины». На 85 минуте матча пропустил гол с пенальти, игра завершилась со счётом 1:1. 8 марта 2020 года впервые вышел в стартовом составе «Милана» и отыграл полный матч против «Дженоа». Игра завершилась со счётом 2:1 в пользу «Дженоа». Больше за «россонери» босниец не играл, до конца сезона неизменно оставаясь в запасе.
Летом 2020 года Бегович вернулся в «Борнмут», который вылетел из АПЛ. После возвращения в английский клуб Беговичу удалось вернуть место в основном составе команды: босниец пропустил только матч первого тура чемпионшипа из-за травмы, после чего отыграл 45 матчей чемпионата, 15 из которых стали «сухими». По итогам сезона «Борнмут» занял шестое место в турнирной таблице, которое позволило команде выйти в плей-офф чемпионшипа. В полуфинале «вишни» встречались с «Брентфордом», которому уступили по сумме двух матчей со счётом 2:3. Оба матча Бегович отыграл полностью. По ходу сезона 2020/21 пять раз выводил «Борнмут» на поле с капитанской повязкой.

### «Эвертон»
20 июля 2021 года перешёл в «Эвертон», с которым подписал контракт по схеме «1+1». Дебют Беговича в «Эвертоне» состоялся 24 августа 2021 года в матче Кубка лиги против «Хаддерсфилда», который завершился победой «ирисок» со счётом 2:1. 18 сентября 2021 года впервые сыграл за «Эвертон» в АПЛ в матче против «Астон Виллы» (0:3).
10 июня 2022 года «Эвертон» официально подтвердил, что активировал опцию продления контракта с Беговичем ещё на один сезон.
По итогам сезона 2022/23 покинул «Эвертон», отклонив предложение о продлении контракта. Всего за 2 года в клубе принял участие в 10 матчах во всех турнирах.

### «Куинз Парк Рейнджерс»
17 июля 2023 года подписал контракт на один год с «Куинз Парк Рейнджерс» . В лондонском клубе стал основным голкипером и капитаном команды. Покинул клуб по итогам сезона после того как принял участие в 46 матчах.

### Возвращение в «Эвертон»
23 августа 2024 года вернулся в «Эвертон», с которым подписал контракт на один год. Участия в матчах в сезоне 2024/25 не принимал. 20 мая 2025 года было объявлено, что вратарь покинет клуб после завершения контракта.

### «Лестер Сити»
29 июля 2025 года подписал контракт на один год с клубом «Лестер Сити».

## Карьера в сборной

### Канада
Асмир появился в составе молодёжной команды Канады на молодёжном чемпионате мира 2007 года, сразу после того, как стал рекламной моделью фирмы «Adidas» в промо кампании турнира. Он сделал несколько сейвов во встрече против Чили, однако это не спасло сборную «кленовых листьев» от разгромного поражения со счётом 0:3. В конце третьего тура, во встрече против сборной Конго, Бегович вышел из своей штрафной площади, дабы предотвратить выход один на один. Однако нападающий красных дьяволов решил перекинуть мяч через голкипера. Вратарю ничего не оставалось, кроме как прыгнуть за мячом, отбив его руками. Асмиру показали красную карточку, и полузащитник канадской команды Жонатан Больё-Бурго был вынужден встать на ворота, поскольку все три разрешённые замены уже были использованы.
14 августа 2007 года двадцатилетний Бегович был вызван в состав первой сборной Канады на товарищеский матч против сборной Исландии, но в той встрече он так и не вышел на поле.
В ноябре 2008 года игрок получил ещё один вызов в главную команду Канады, однако вновь не получил игрового времени. Главный тренер Канадской сборной предпочёл ему Ларса Хиршфельда. Игрок пропустил Золотой кубок КОНКАКАФ 2009 из-за желания тренерского штаба «Портсмута» оставить футболиста у себя в команде на время предсезонной подготовки. В конце июня 2009 года у игрока состоялся разговор с главным тренером сборной Боснии Мирославом Блажевичем на тему возможного дебюта вратаря в составе драконов. Многие боснийские СМИ утверждали, что после данной беседы Бегович принял решение выступать за национальную команду той страны, в которой родился. Однако 12 июля 2009 года на радио «TEAM 1040» в передаче «Full-Time: Vancouver’s Soccer Show» Асмир заявил о своём намерении продолжить свои выступления за сборную «кленовых листьев». В том же интервью он сказал:
Я играл в Канаде в течение долгого времени. Но меня смущала неопределённость в будущем канадского футбола. Я получил гарантии от канадской ассоциации, после чего готов заявить, что счастлив остаться под знамёнами кленовых листьев. Именно здесь я вижу своё будущее. Меня пригласили в Боснию, между нами шли переговоры. Но я отказался от этой затеи..

### Босния и Герцеговина
Однако менее чем через два месяца, Бегович изменил своё решение. 21 августа 2009 года он принял вызов боснийской федерации футбола на две встречи отборочного турнира чемпионата мира 2010 года. Первая встреча была гостевой и состоялась 5 сентября 2009 года против Армении. Второй матч был домашним, где соперником «драконов» стала национальная команда Турции. Во время предматчевой подготовки перед одной из встреч Асмир дал интервью боснийскому веб-порталу, заявив среди прочего следующее:
Я родился в Требине. Босния и Герцеговина является моей родиной. Поэтому я не буду разочарован, если мне не удастся попасть в основной состав команды прямо сейчас..
В обеих встречах голкипер не получил игрового времени. Тем не менее, свой дебютный матч в жёлто-синей футболке, игрок провёл уже в следующей встрече отборочного цикла, против команды Эстонии, когда вышел на 92 минуте на замену вместо Кенана Хасагича, который был травмирован во время данной встречи. Сборная Боснии выиграла этот матч со счётом 2:0. 3 марта 2010 года, футболист провёл целый тайм за национальную команду, во встрече против сборной Ганы. Боснийцы выиграли со счётом 2:1, а сам футболист не пропустил ни одного мяча. Свой первый полноценный матч в составе «драконов» Асмир провёл в мае 2010 года против сборной Швеции. Босния проиграла тот матч со счётом 4:2. По мнению боснийских СМИ, Бегович провёл хорошую встречу, а в пропущенных мячах виновата плохая оборона «драконов». Однако всё те же СМИ ополчились на него, после того, как вратарь покинул расположение национальной сборной в преддверии товарищеской встречи со сборной Словакии.

## Статистика выступлений

### Клубная
| Выступление          | Выступление      | Выступление      | Лига | Лига | Кубок | Кубок | Кубок лиги | Кубок лиги | Еврокубки | Еврокубки | Прочие | Прочие | Итого | Итого |
| Клуб                 | Лига             | Сезон            | Игры | Голы | Игры  | Голы  | Игры       | Голы       | Игры      | Голы      | Игры   | Голы   | Игры  | Голы  |
| -------------------- | ---------------- | ---------------- | ---- | ---- | ----- | ----- | ---------- | ---------- | --------- | --------- | ------ | ------ | ----- | ----- |
| Портсмут             | Премьер-лига     | 2008/09          | 2    | −2   | 0     | 0     | 0          | 0          | 0         | 0         | 0      | 0      | 2     | -2    |
| Портсмут             | Премьер-лига     | 2009/10          | 9    | −18  | 3     | −4    | 3          | −5         | 0         | 0         | 0      | 0      | 15    | -27   |
| Портсмут             | Итого            | Итого            | 11   | −20  | 3     | −4    | 3          | −5         | 0         | 0         | 0      | 0      | 17    | -29   |
| → Ла-Лувьер          | Про-лига         | 2005/06          | 2    | −7   | 0     | 0     | 0          | 0          | 0         | 0         | 0      | 0      | 2     | -7    |
| → Ла-Лувьер          | Итого            | Итого            | 2    | −7   | 0     | 0     | 0          | 0          | 0         | 0         | 0      | 0      | 2     | -7    |
| → Маклсфилд Таун     | Лига 2           | 2006/07          | 3    | −1   | 1     | −1    | 0          | 0          | 0         | 0         | 0      | 0      | 4     | -2    |
| → Маклсфилд Таун     | Итого            | Итого            | 3    | −1   | 1     | −1    | 0          | 0          | 0         | 0         | 0      | 0      | 4     | -2    |
| → Борнмут            | Лига 1           | 2007/08          | 8    | −12  | 0     | 0     | 0          | 0          | 0         | 0         | 1      | 0      | 9     | -12   |
| → Борнмут            | Итого            | Итого            | 8    | −12  | 0     | 0     | 0          | 0          | 0         | 0         | 1      | 0      | 9     | -12   |
| → Йовил Таун         | Лига 1           | 2007/08          | 2    | −2   | 0     | 0     | 0          | 0          | 0         | 0         | 0      | 0      | 2     | -2    |
| → Йовил Таун         | Лига 1           | 2008/09          | 14   | −22  | 0     | 0     | 0          | 0          | 0         | 0         | 0      | 0      | 14    | -22   |
| → Йовил Таун         | Итого            | Итого            | 16   | −24  | 0     | 0     | 0          | 0          | 0         | 0         | 0      | 0      | 16    | -24   |
| → Ипсвич Таун        | Чемпионшип       | 2009/10          | 6    | −4   | 0     | 0     | 0          | 0          | 0         | 0         | 0      | 0      | 6     | -4    |
| → Ипсвич Таун        | Итого            | Итого            | 6    | −4   | 0     | 0     | 0          | 0          | 0         | 0         | 0      | 0      | 6     | -4    |
| Сток Сити            | Премьер-лига     | 2009/10          | 4    | −9   | 0     | 0     | 0          | 0          | 0         | 0         | 0      | 0      | 4     | -9    |
| Сток Сити            | Премьер-лига     | 2010/11          | 28   | −32  | 0     | 0     | 2          | −3         | 0         | 0         | 0      | 0      | 30    | -35   |
| Сток Сити            | Премьер-лига     | 2011/12          | 23   | −31  | 3     | −1    | 0          | 0          | 5         | −5        | 0      | 0      | 31    | -37   |
| Сток Сити            | Премьер-лига     | 2012/13          | 38   | −45  | 0     | 0     | 0          | 0          | 0         | 0         | 0      | 0      | 38    | -45   |
| Сток Сити            | Премьер-лига     | 2013/14          | 32   | −36  | 1     | −1    | 0          | 0          | 0         | 0         | 0      | 0      | 33    | -37   |
| Сток Сити            | Премьер-лига     | 2014/15          | 35   | −43  | 1     | −4    | 1          | 0          | 0         | 0         | 0      | 0      | 37    | -47   |
| Сток Сити            | Итого            | Итого            | 160  | −196 | 5     | −6    | 3          | −3         | 5         | −5        | 0      | 0      | 173   | -210  |
| Челси                | Премьер-лига     | 2015/16          | 17   | −24  | 1     | 0     | 2          | −2         | 5         | −3        | 0      | 0      | 25    | -29   |
| Челси                | Премьер-лига     | 2016/17          | 2    | −5   | 3     | −1    | 3          | −6         | 0         | 0         | 0      | 0      | 8     | -12   |
| Челси                | Итого            | Итого            | 19   | −29  | 4     | −1    | 5          | −8         | 5         | −3        | 0      | 0      | 33    | -41   |
| Борнмут              | Премьер-лига     | 2017/18          | 38   | −61  | 0     | 0     | 0          | 0          | 0         | 0         | 0      | 0      | 38    | -61   |
| Борнмут              | Премьер-лига     | 2018/19          | 24   | −47  | 0     | 0     | 0          | 0          | 0         | 0         | 0      | 0      | 24    | -47   |
| Борнмут              | Чемпионшип       | 2020/21          | 45   | −44  | 3     | −4    | 1          | 0          | 0         | 0         | 2      | −3     | 51    | -51   |
| Борнмут              | Итого            | Итого            | 107  | −152 | 3     | −4    | 1          | 0          | 0         | 0         | 2      | −3     | 113   | -159  |
| → Карабах            | Премьер-лига     | 2019/20          | 10   | −5   | 2     | −1    | 0          | 0          | 5         | −10       | 0      | 0      | 17    | -16   |
| → Карабах            | Итого            | Итого            | 10   | −5   | 2     | −1    | 0          | 0          | 5         | −10       | 0      | 0      | 17    | -16   |
| → Милан              | Серия А          | 2019/20          | 2    | −2   | 0     | 0     | 0          | 0          | 0         | 0         | 0      | 0      | 2     | -2    |
| → Милан              | Итого            | Итого            | 2    | −2   | 0     | 0     | 0          | 0          | 0         | 0         | 0      | 0      | 2     | -2    |
| Эвертон              | Премьер-лига     | 2021/22          | 3    | −8   | 2     | −2    | 2          | −3         | 0         | 0         | 0      | 0      | 7     | -13   |
| Эвертон              | Премьер-лига     | 2022/23          | 1    | 0    | 0     | 0     | 2          | −4         | 0         | 0         | 0      | 0      | 3     | -4    |
| Эвертон              | Итого            | Итого            | 4    | −8   | 2     | −2    | 4          | −7         | 0         | 0         | 0      | 0      | 10    | -17   |
| Куинз Парк Рейнджерс | Чемпионшип       | 2023/24          | 45   | −57  | 1     | −3    | 0          | 0          | 0         | 0         | 0      | 0      | 46    | -60   |
| Куинз Парк Рейнджерс | Итого            | Итого            | 45   | −57  | 1     | −3    | 0          | 0          | 0         | 0         | 0      | 0      | 46    | -60   |
| Эвертон              | Премьер-лига     | 2024/25          | 0    | 0    | 0     | 0     | 0          | 0          | 0         | 0         | 0      | 0      | 0     | 0     |
| Эвертон              | Итого            | Итого            | 0    | 0    | 0     | 0     | 0          | 0          | 0         | 0         | 0      | 0      | 0     | 0     |
| Лестер Сити          | Чемпионшип       | 2025/26          | 0    | 0    | 0     | 0     | 0          | 0          | 0         | 0         | 0      | 0      | 0     | 0     |
| Лестер Сити          | Итого            | Итого            | 0    | 0    | 0     | 0     | 0          | 0          | 0         | 0         | 0      | 0      | 0     | 0     |
| Всего за карьеру     | Всего за карьеру | Всего за карьеру | 393  | −517 | 21    | −22   | 16         | −23        | 15        | −18       | 3      | −3     | 448   | -583  |

### Международная
| Сборная              | Сезон            | Товарищеские | Товарищеские | Официальные | Официальные | Итого | Итого |
| Сборная              | Сезон            | Игры         | Голы         | Игры        | Голы        | Игры  | Голы  |
| -------------------- | ---------------- | ------------ | ------------ | ----------- | ----------- | ----- | ----- |
| Босния и Герцеговина | 2009             | 0            | 0            | 1           | 0           | 1     | 0     |
| Босния и Герцеговина | 2010             | 2            | −4           | 1           | 0           | 3     | −4    |
| Босния и Герцеговина | 2011             | 0            | 0            | 5           | −7          | 5     | −7    |
| Босния и Герцеговина | 2012             | 5            | −5           | 4           | −2          | 9     | −7    |
| Босния и Герцеговина | 2013             | 3            | −6           | 6           | −4          | 9     | −10   |
| Босния и Герцеговина | 2014             | 4            | −3           | 7           | −10         | 11    | −13   |
| Босния и Герцеговина | 2015             | 1            | −1           | 8           | −9          | 9     | −10   |
| Босния и Герцеговина | 2016             | 3            | −3           | 4           | −5          | 7     | −8    |
| Босния и Герцеговина | 2017             | 1            | −1           | 6           | −8          | 7     | −9    |
| Босния и Герцеговина | 2018             | 1            | 0            | 0           | 0           | 1     | 0     |
| Босния и Герцеговина | 2020             | 0            | 0            | 1           | −2          | 1     | −2    |
| Всего за карьеру     | Всего за карьеру | 20           | −23          | 43          | −47         | 63    | −70   |

### Матчи за сборную
| №  | Дата             | Оппонент    | Счёт | Голы | Карточки     | Минуты | Соревнование              |
| -- | ---------------- | ----------- | ---- | ---- | ------------ | ------ | ------------------------- |
| 1  | 10 октября 2009  | Эстония     | 2:0  | —    | —            | 1'     | Отборочные матчи ЧМ 2010  |
| 2  | 3 марта 2010     | Гана        | 2:1  | —    | —            | 43'    | Товарищеский матч         |
| 3  | 29 мая 2010      | Швеция      | 2:4  | −4   | —            | 90'    | Товарищеский матч         |
| 4  | 8 октября 2010   | Албания     | 1:1  | —    | —            | 45'    | Отборочные матчи ЧЕ 2012  |
| 5  | 6 сентября 2011  | Беларусь    | 1:0  | —    | —            | 90'    | Отборочные матчи ЧЕ 2012  |
| 6  | 7 октября 2011   | Люксембург  | 5:0  | —    | —            | 90'    | Отборочные матчи ЧЕ 2012  |
| 7  | 11 октября 2011  | Франция     | 1:1  | −1   | —            | 45'    | Отборочные матчи ЧЕ 2012  |
| 8  | 11 ноября 2011   | Португалия  | 0:0  | —    | —            | 90'    | Стыковые матчи ЧЕ 2012    |
| 9  | 15 ноября 2011   | Португалия  | 2:6  | −6   | —            | 90'    | Стыковые матчи ЧЕ 2012    |
| 10 | 28 февраля 2012  | Бразилия    | 1:2  | −2   | —            | 90'    | Товарищеский матч         |
| 11 | 26 мая 2012      | Ирландия    | 0:1  | −1   | —            | 90'    | Товарищеский матч         |
| 12 | 1 июня 2012      | Мексика     | 1:2  | −2   | —            | 90'    | Товарищеский матч         |
| 13 | 15 августа 2012  | Уэльс       | 2:0  | —    | —            | 90'    | Товарищеский матч         |
| 14 | 7 сентября 2012  | Лихтенштейн | 8:1  | −1   | —            | 90'    | Отборочные матчи ЧМ 2014  |
| 15 | 11 сентября 2012 | Латвия      | 4:1  | −1   | —            | 90'    | Отборочные матчи ЧМ 2014  |
| 16 | 12 октября 2012  | Греция      | 0:0  | —    | —            | 90'    | Отборочные матчи ЧМ 2014  |
| 17 | 16 октября 2012  | Литва       | 3:0  | —    | —            | 90'    | Отборочные матчи ЧМ 2014  |
| 18 | 14 ноября 2012   | Алжир       | 1:0  | —    | —            | 90'    | Товарищеский матч         |
| 19 | 6 февраля 2013   | Словения    | 3:0  | —    | —            | 82'    | Товарищеский матч         |
| 20 | 22 марта 2013    | Греция      | 3:1  | −1   | —            | 90'    | Отборочные матчи ЧМ 2014  |
| 21 | 7 июня 2013      | Латвия      | 5:0  | —    | —            | 90'    | Отборочные матчи ЧМ 2014  |
| 22 | 14 августа 2013  | США         | 3:4  | −4   | —            | 90'    | Товарищеский матч         |
| 23 | 6 сентября 2013  | Словакия    | 0:1  | −1   | —            | 90'    | Отборочные матчи ЧМ 2014  |
| 24 | 10 сентября 2013 | Словакия    | 2:1  | −1   | Предупреждён | 90'    | Отборочные матчи ЧМ 2014  |
| 25 | 11 октября 2013  | Лихтенштейн | 4:1  | −1   | —            | 90'    | Отборочные матчи ЧМ 2014  |
| 26 | 15 октября 2013  | Литва       | 1:0  | —    | —            | 90'    | Отборочные матчи ЧМ 2014  |
| 27 | 19 ноября 2013   | Аргентина   | 0:2  | −2   | —            | 90'    | Товарищеский матч         |
| 28 | 5 марта 2014     | Египет      | 0:2  | −2   | —            | 90'    | Товарищеский матч         |
| 29 | 31 мая 2014      | Кот-д’Ивуар | 2:1  | −1   | —            | 90'    | Товарищеский матч         |
| 30 | 3 июня 2014      | Мексика     | 1:0  | —    | Предупреждён | 90'    | Товарищеский матч         |
| 31 | 15 июня 2014     | Аргентина   | 1:2  | −2   | —            | 90'    | Финальные матчи ЧМ 2014   |
| 32 | 21 июня 2014     | Нигерия     | 0:1  | −1   | —            | 90'    | Финальные матчи ЧМ 2014   |
| 33 | 25 июня 2014     | Иран        | 3:1  | −1   | —            | 90'    | Финальные матчи ЧМ 2014   |
| 34 | 4 сентября 2014  | Лихтенштейн | 3:0  | —    | —            | 62'    | Товарищеский матч         |
| 35 | 9 сентября 2014  | Кипр        | 1:2  | −2   | —            | 90'    | Отборочные матчи ЧЕ 2016  |
| 36 | 10 октября 2014  | Уэльс       | 0:0  | —    | —            | 90'    | Отборочные матчи ЧЕ 2016  |
| 37 | 13 октября 2014  | Бельгия     | 1:1  | −1   | —            | 90'    | Отборочные матчи ЧЕ 2016  |
| 38 | 16 ноября 2014   | Израиль     | 0:3  | −3   | —            | 90'    | Отборочные матчи ЧЕ 2016  |
| 39 | 28 марта 2015    | Андорра     | 3:0  | —    | —            | 90'    | Отборочные матчи ЧЕ 2016  |
| 40 | 31 марта 2015    | Австрия     | 1:1  | −1   | —            | 90'    | Товарищеский матч         |
| 41 | 12 июня 2015     | Израиль     | 3:1  | −1   | —            | 90'    | Отборочные матчи ЧЕ 2016  |
| 42 | 3 сентября 2015  | Бельгия     | 1:3  | −3   | —            | 90'    | Отборочные матчи ЧЕ 2016  |
| 43 | 6 сентября 2015  | Андорра     | 3:0  | —    | —            | 90'    | Отборочные матчи ЧЕ 2016  |
| 44 | 10 октября 2015  | Уэльс       | 2:0  | —    | Предупреждён | 90'    | Отборочные матчи ЧЕ 2016  |
| 45 | 13 октября 2015  | Кипр        | 3:2  | −2   | Предупреждён | 90'    | Отборочные матчи ЧЕ 2016  |
| 46 | 13 ноября 2015   | Ирландия    | 1:1  | −1   | —            | 90'    | Стыковые матчи ЧЕ 2016    |
| 47 | 16 ноября 2015   | Ирландия    | 0:2  | −2   | —            | 90'    | Стыковые матчи ЧЕ 2016    |
| 48 | 25 марта 2016    | Люксембург  | 3:0  | —    | —            | 45'    | Товарищеский матч         |
| 49 | 29 марта 2016    | Швейцария   | 2:0  | —    | —            | 62'    | Товарищеский матч         |
| 50 | 29 мая 2016      | Испания     | 1:3  | −3   | —            | 90'    | Товарищеский матч         |
| 51 | 6 сентября 2016  | Эстония     | 5:0  | —    | —            | 90'    | Отборочные матчи ЧМ 2018  |
| 52 | 7 октября 2016   | Бельгия     | 0:4  | −4   | —            | 90'    | Отборочные матчи ЧМ 2018  |
| 53 | 10 октября 2016  | Кипр        | 2:0  | —    | —            | 90'    | Отборочные матчи ЧМ 2018  |
| 54 | 13 ноября 2016   | Греция      | 1:1  | −1   | —            | 90'    | Отборочные матчи ЧМ 2018  |
| 55 | 25 марта 2017    | Гибралтар   | 5:0  | —    | —            | 90'    | Отборочные матчи ЧМ 2018  |
| 56 | 28 марта 2017    | Албания     | 2:1  | −1   | —            | 90'    | Товарищеский матч         |
| 57 | 9 июня 2017      | Греция      | 0:0  | —    | —            | 90'    | Отборочные матчи ЧМ 2018  |
| 58 | 31 августа 2017  | Кипр        | 2:3  | −3   | —            | 90'    | Отборочные матчи ЧМ 2018  |
| 59 | 3 сентября 2017  | Гибралтар   | 4:0  | —    | —            | 90'    | Отборочные матчи ЧМ 2018  |
| 60 | 7 октября 2017   | Бельгия     | 3:4  | −4   | —            | 90'    | Отборочные матчи ЧМ 2018  |
| 61 | 10 октября 2017  | Эстония     | 2:1  | −1   | —            | 90'    | Отборочные матчи ЧМ 2018  |
| 62 | 11 октября 2018  | Турция      | 0:0  | —    | —            | 45'    | Товарищеский матч         |
| 63 | 7 сентября 2020  | Польша      | 1:2  | −2   | —            | 90'    | Лига наций УЕФА 2020/2021 |

Итого: 63 матча / 27 сухих матчей / 70 пропущенных голов; 32 победы, 11 ничьих, 20 поражений.

## Достижения

### Командные
«Челси»
- Чемпион Англии: 2016/17
- Финалист Кубка Англии: 2016/17

«Карабах»
- Чемпион Азербайджана: 2019/20

### Личные
- Футболист года в Боснии и Герцеговине: 2012/13
- Молодой футболист года в Канаде: 2007
- Игрок года ФК «Сток Сити»: 2012/13

## Личная жизнь
Асмир родился в городе Требине, который на тот момент являлся территорией СФРЮ, а сейчас является частью Боснии и Герцеговины. Его отец, Амир Бегович, был вратарём местного клуба «Леотар», а также выступал в составе клуба «Искра» из города Бугойно. Вместе со своей семьёй, футболист переехал в Германию во время развала Югославии. Когда Асмиру исполнилось 10 лет, его семья переехала в канадский город Эдмонтон. В 2004 году они вернулись в Германию, для того чтобы игрок поступил в детско-юношескую школу.
В 2011 году Бегович женился на американке Николь Ховард, у пары есть две дочери Тэйлор и Блэр Роуз.